# Sonic Underground
Sonic Underground (Sonic le rebelle in Frankrijk) is een Amerikaans-Franse animatieserie gebaseerd op de Sonic the Hedgehog-franchise. De serie werd uitgezonden in 1998, en bestaat uit 40 afleveringen.
Sonic Underground heeft maar weinig in overeenstemming met de Sonic-spellen. Wel vertoont de serie overeenkomsten met SatAM.

## Verhaal
Bij aanvang van de serie verovert Dr. Robotnik de planeet Mobius en verdrijft de huidige koningin Aleena the Hedgehog. Het orakel van Delphius voorspelt Aleena dat zij en haar drie pasgeboren kinderen, Sonic, Manic en Sonia, op een dag Robotnik zullen verslaan en dan over Mobius heersen. De voorspelling zegt echter ook dat ze haar kinderen eerst te vondeling moet leggen. Aleena doet dit met tegenzin. Sonic belandt in een doorsnee gezin, Sonia bij een rijke dame en Manic belandt (per ongeluk) bij een dief.
Jaren later ontdekken de drie elkaars bestaan en dat ze de kinderen van koningin Aleena zijn. Alle drie krijgen ze een magisch medaillon dat kan veranderen in een muziekinstrument dat tevens als wapen dienst kan doen. Vermomd als de rockband 'Sonic Underground' reist het drietal de planeet over om overal Robotniks legers te verslaan, en om hun moeder op te sporen. Ze krijgen onder andere hulp van de mierenegel Knuckles.

## Vergelijking met SatAM
SatAM en Sonic Underground zijn de twee Sonic-animatieseries die het sterkst op elkaar lijken. Beide vertonen ze veel elementen die nooit in de Sonic-spellen zijn verwerkt zoals Sonics catchphrases ("let's do it to it", "juice and jam time" etc.), het personage Oom Chuck en de Roboticizer. Ook zijn beide series qua verhaal een stuk grimmiger en serieuzer dan de doorsnee Sonic-spellen.
Sonic Underground speelt zich net als SatAM af op de planeet Mobius. Ook de Freedom Fighters uit SatAM doen in Sonic Underground mee. Veel bekende Freedom Fighters uit SatAM komen echter niet voor in Sonic Underground, waaronder Tails. Tevens reizen in Sonic Underground de helden de hele planeet over in plaats van altijd vanuit één locatie toe te slaan.

## Personages
- Sonic the Hedgehog: de leider van de Sonic Underground. Zijn medaillon verandert in een gitaar die lasers kan afvuren.
- Sonia the Hedgehog: Sonics zus. Daar ze is opgegroeid bij een rijke dame is ze erg verwend en ze besteedt veel tijd aan haar uiterlijk. Haar wapen is een keyboard dat net als Sonics gitaar lasers kan afvuren.
- Manic the Hedgehog: de jongste van het trio. Opgevoed door dieven en een meester in het zakkenrollen. Hij heeft er geen moeite mee dingen te pakken die niet van hem zijn. Zijn wapen is een drumstel dat aardbevingen kan opwekken en heel af en toe lasers afvuurt.
- Queen Aleena Hedgehog: de moeder van Sonic, Sonia en Manic, en de voormalige koningin van Mobius.
- Knuckles the Echidna: de bewaker van de Master Emerald op Angel Island. Hij is erg beschermend tegenover zijn eiland en duldt geen indringers.
- Dr. Robotnik: de dictator die met ijzeren vuist over Mobius regeert. Hij woont in Robotropolis.
- Sleet: een van Robotniks premiejagers. Hij is erg sluw, maar faalt desondanks in vrijwel alles wat hij onderneemt.
- Dingo: Robotniks tweede premiejager. Hij is een zwaar gespierde, maar niet bijster slimme dingo.
- Het Orakel van Delphius: een oud reptielachtig wezen dat over bovennatuurlijke krachten beschikt. Hij is een van de sterkste handlangers van de Freedom Fighters.

## Afleveringen
De serie telt in totaal 40 afleveringen. De exacte volgorde van deze afleveringen is niet precies bekend daar ze bij heruitzendingen vaak door elkaar zijn gehaald.
In elke aflevering komt een muzieknummer voor. Deze staan achter de afleveringtitels vermeld.
1. Beginnings (*) - Someday (Classic Rock/Ballad Fusion)
2. Getting to Know You (*) - Working Together (Do-wop/Soul Fusion)
3. Harmony or Something (*) - We're All In This Together (Pop)
4. Wedding Bell Blues - When Tomorrow Comes (Wedding/Rock Fusion)
5. To Catch a Queen - Have You Got The 411? (Upbeat Rock)
6. Mobodoon - I've Found My Home (Rock Ballad)
7. The Price of Freedom - Money Can't Buy (Rock)
8. Underground Masquerade - Let The Good Times Roll (Cajun Zydeco)
9. Tangled Webs - Teach The Children (Light The Way)(Lullaby/Ballad)
10. The Deepest Fear - Face Your Fear (Retro Cartoon)
11. Who Do You Think You Are? - We Need To Be Free (Middle Eastern Rock)
12. The Last Resort - Listen To Your Heart (Samba)
13. Come Out Wherever You Are - Society Girl (Pop)
14. Winner Fakes All - Built For Speed (Bluegrass)
15. A Hedgehog's Home is Her Castle - Let's Do It To It (Alternative Rock)
16. Artifact - You Can't Own Everything (Hard Rock)
17. Bug! - Never Give Up (Rock and Roll)
18. Sonic Tonic - I Wish I Could Go Faster (Pop Rock)
19. Friend or Foe - Not Always What They Seem (Jungle Rock)
20. Head Games - Take A Chance (Reggae)
21. When in Rome - Where There's A Will, There's A Way (Garage Rock/Rap)
22. The Jewel in the Crown - The Cosmic Dance (Oriental Rock)
23. Three Hedgehogs and a Baby - Being A Kid Is Cool (Upbeat)
24. Dunesday - True Blue Friend (Egyptian/Desert Rock)
25. Mummy Dearest - Mummy Wrap (Egyptian Rock)
26. The Hedgehog in the Iron Mask - Part Of The Problem (Dilema Pop Rock)
27. Six is a Crowd - I Can Do That For You (Upbeat Pop)
28. Flying Fortress (†) - No One Is An Island (Reggae)
29. No Hedgehog is an Island (†) - Learn To Overcome (All-American Crazy High-Octane Rock)
30. New Echidna in Town (†) - The Mobius Stomp (Hard Rock)
31. Country Crisis - How You Play The Game (Country Rock Battle)
32. Haircraft in Space - Don't Be A Backstabber (Alternative Pop)
33. Healer - We're The Sonic Underground (Hard Rock)
34. Sonia's Choice - Never Easy (Ballad)
35. The Big Melt - Fun In The Sun (Beach Rock)
36. Sleepers - Have It All Again (Upbeat Rock)
37. Bartleby the Prisoner - Justice Callin' (Alternative Rock)
38. The Art of Destruction - The Sound Of Freedom (Alternative Rock)
39. The Pendant - Lady Liberty (American)
40. Virtual Danger - Don't Let Your Guard Down (Pop Rock)

(*) Deel van het 3-delige Beginnings-vervolgverhaal 

(†) Deel van het 3-delige Chaos Emerald-vervolgverhaal